# Koninkrijk Dali
Het koninkrijk Dali (Chinees: 大理国; pinyin: dàlǐguo) was tussen de 10e en 13e eeuw een onafhankelijk koninkrijk in het zuidwesten van China, op de plek van de huidige provincie Yunnan. De hoofdstad was Dali. In feite was het rijk van Dali een voortzetting van het rijk van Nan Chao, en soms wordt door historici geen onderscheid getrokken. Net als in Nan Chao, was in Dali het boeddhisme (de Theravada-stroming) de staatsgodsdienst en spraken de bestuurders een dialect van het Tai. De heersers van Dali (de Duandynastie) behoorden echter tot de Bai, terwijl de voorafgaande dynastieën in Nan Chao tot de Dai behoorden.

## Geschiedenis
In 902 werd de laatste koning van de dynastie van Nan Chao afgezet. Daarop volgenden drie korte dynastieën die er niet in slaagden de macht lang vast te houden. In 937 greep Duan Siping, de eerste Bai-koning, de macht. Hij stichtte de nieuwe hoofdstad Dali.
Zijn opvolger Duan Zhengming werd in 1095 gedwongen af te treden door zijn vazal Gao Shengtai. De afgezette vorst trok zich als monnik terug in het klooster, een traditie die door tien van de 22 koningen van Dali gevolgd werd. Gao Shengtai droeg na een jaar de macht over aan de jongere broer van de afgezette vorst, Duan Zhengchun.
Het rijk van Dali viel in 1253 ten prooi aan Mongoolse invallers. Omdat de Erhaivallei rondom Dali een moeilijk te nemen natuurlijke vesting vormt, slaagden de invallers volgens de overlevering slechts door middel van verraad. Een verrader leidde de Mongolen over de Diancang Shan, zodat ze de stad konden innemen. De Mongoolse keizer Kublai Khan deelde het voormalige rijk van Dali in 1274 in bij China onder de naam Yunnan (Chinees voor: "gelegen ten zuiden van de wolken"), een naam die het gebied nog steeds draagt.